# Карааул
Караау́л (каз. Қарауыл) — село, центр Абайського району Абайської області Казахстану. Адміністративний центр та єдиний населений пункт Карааульського сільського округу.
Населення — 5717 осіб (2021; 5010 у 2009, 5403 у 1999, 5418 у 1989).
Національний склад станом на 1989 рік:
- казахи — 100 %

У радянські часи село називалось також Караул.

## Персоналії
Жангас Молдагалієв — Герой Радянського Союзу, гвардії лейтенант, командир стрілецької роти 120-го гвардійського стрілецького полку, нагороджений 19 березня 1944 року посмертно. Один з 262 воїнів, які закрили тілом амбразуру дзоту в роки другої світової війни. Народився в селі 7 червня 1917 року.